# Краснознаменське (Багратіоновський район)
Краснознаменське (рос. Краснознаменское) — селище Багратіоновського району, Калінінградської області Росії. Входить до складу Долгоруковського сільського поселення.
Населення — 206 осіб (2015 рік).

## Географія
Селище розташоване за 12 км від районного центру — міста Багратіоновська, 26 км від обласного центру — міста Калінінграда та 1092 км від Москви.

## Історія
Мало назви Долльштедт, Фогельзанг до 1946 року.

## Населення
За даними перепису 2010 року, у селі мешкало 206 осіб, з них 107 (51,9 %) чоловіків та 99 (48,1 %) жінок. Згідно з переписом 2002 року, у селі мешкало 261 осіб, з них 135 чоловіків та 126 жінок.

## Пам'ятки
У селищі збереглися:
- Кірха Долльштедта.